# Evolvulus pohlii
Evolvulus pohlii är en vindeväxtart som beskrevs av Carl Daniel Friedrich Meisner. Evolvulus pohlii ingår i släktet Evolvulus och familjen vindeväxter. Inga underarter finns listade i Catalogue of Life.